# الکالاع دو زیورت
الکالاع دو زیورت (به اسپانیایی: Alcalà de Xivert) یک شهرستان در اسپانیا است که در Baix Maestrat واقع شده‌است.

## خصوصیات
الکالاع دو زیورت ۱۶۷٫۵ کیلومترمربع مساحت و ۷٬۹۲۶ نفر جمعیت دارد و ۱۵۵ متر بالاتر از سطح دریا واقع شده‌است.